# Aquilegia yabeana
Aquilegia yabeana är en ranunkelväxtart som beskrevs av Masao Kitagawa. Aquilegia yabeana ingår i släktet aklejor, och familjen ranunkelväxter. Inga underarter finns listade i Catalogue of Life.